# Нижняя Еловка
Нижняя Еловка — река в России, протекает в Чердынском районе Пермского края. Устье реки находится в 5,3 км по левому берегу реки Ларевка. Длина реки составляет 34 км.
Исток реки в холмах северной части Полюдова кряжа в 15 км к северо-западу от деревни Верхняя Колва. В верховьях течёт на юго-запад, затем поворачивает на северо-запад. Приток — Верхний Неч (левый). Всё течение проходит по ненаселённому лесу. Впадет в Ларевку в болотах севернее заброшенного посёлка Головной.

## Данные водного реестра
По данным государственного водного реестра России относится к Камскому бассейновому округу, водохозяйственный участок реки — Кама от водомерного поста у села Бондюг до города Березники, речной подбассейн реки — бассейны притоков Камы до впадения Белой. Речной бассейн реки — Кама.
По данным геоинформационной системы водохозяйственного районирования территории РФ, подготовленной Федеральным агентством водных ресурсов:
- Код водного объекта в государственном водном реестре — 10010100212111100006468
- Код по гидрологической изученности (ГИ) — 111100646
- Код бассейна — 10.01.01.002
- Номер тома по ГИ — 11
- Выпуск по ГИ — 1